# ماركت برايت
ماركت برايت (بالألمانية: Marktbreit) هي place with town rights and privileges و بلدة ألمانية تقع في ألمانيا في بافاريا.

## المدن التوأمة
مدن Benshausen و Fléac هي مدن توأمة لـماركت برايت.

## أعلام
- ألويس ألزهايمر
- جورج فرانز هوفمان